# Michael Mizrahi
Michael „Mike“ Mizrahi ist ein neuseeländischer Schauspieler.

## Leben
Der Neuseeländer war erstmals 1989 in dem Spielfilm Zilch! zu sehen. Es folgten eine Rolle in dem Kurzfilm Red Delicious und Auftritte in TV-Filmen wie Anschlag auf die Rainbow Warrior und Hercules im Reich der toten Götter. Mitte der 1990er Jahre spielte er in der TV-Serie Hercules diverse Nebenrollen. Um die Jahrtausendwende herum spielte er in einer Folge der TV-Serie Cleopatra 2525 mit. Danach nahm er ein Jahrzehnt Abstand vom Film.
Im März 2011 wurde bekannt gegeben, dass Mizrahi in Der Hobbit die Rolle des gealterten Thráin II., den Vater von Thorin Eichenschild, spielt.

## Filmografie
- 1989: Zilch!
- 1990: Linda’s Body (Kurzfilm)
- 1991: Red Delicious (Kurzfilm)
- 1993: Anschlag auf die Rainbow Warrior (The Rainbow Warrior, Fernsehfilm)
- 1994: Hercules im Reich der toten Götter (Hercules in the Underworld, Fernsehfilm)
- 1995–1996: Hercules (Hercules: The Legendary Journeys, Fernsehserie, 2 Episoden)
- 2001: Cleopatra 2525 (Fernsehserie, Episode 2x13)
- 2012: Der Hobbit – Eine unerwartete Reise (The Hobbit: An Unexpected Journey)